# Merimnetria compsodelta
Merimnetria compsodelta là một loài bướm đêm thuộc họ Gelechiidae. Nó là loài đặc hữu của Oahu.
Ấu trùng ăn Kadua acuminata capsules.